# Clethraceae
Famille
Classification APG III (2009)
La famille des Clethraceae est une famille des plantes à fleurs dicotylédones de l'ordre des Ericales qui compte 120 espèces appartenant à 1 ou 2 genres. Additionnellement, le Angiosperm Phylogeny Website [27 avr 2007] accepte dans cette famille le genre Purdiaea, classé habituellement dans les  Cyrillaceae.
Ce sont de petits arbres ou des arbustes originaires d'Asie, d'Amérique et de Macaronésie. Quelques-uns sont cultivés comme plantes d'ornement.
On peut citer Clethra alnifolia, connu sous le nom de Sweetpepper bush en Amérique du Nord, un arbuste aux petites fleurs blanches disposées en racème.

## Étymologie
Le nom vient du genre type Clethra, qui vient du grec κλήθρα / klethra, « aune, aulne », en référence à la ressemblance des feuilles avec celles de l'arbre du genre Alnus (Betulaceae).

## Liste des genres
Selon World Checklist of Selected Plant Families (WCSP) (12 nov. 2015), DELTA Angio (12 nov. 2015) et ITIS (12 nov. 2015) :
- genre Clethra L. (1753)

Selon NCBI (12 nov. 2015) et Angiosperm Phylogeny Website (12 nov. 2015) :
- genre Clethra
- genre Purdiaea (en)

## Liste des espèces
Selon World Checklist of Selected Plant Families (WCSP) (25 juin 2010) :
- genre Clethra L. (1753)
  - Clethra acuminata Michx. (1803)
  - Clethra alcoceri Greenm. (1905)
  - Clethra alexandri Griseb. (1859)
  - Clethra alnifolia L. (1753)
  - Clethra arborea Aiton (1789)
  - Clethra arfakana Sleumer (1967)
  - Clethra barbinervis Siebold & Zucc. (1846)
  - Clethra bodinieri H.Lév. (1912)
  - Clethra breedlovei C.W.Ham. (1985)
  - Clethra canescens Reinw. ex Blume (1826)
  - Clethra cardenasii Sleumer (1967)
  - Clethra castaneifolia Meisn. (1863)
  - Clethra chiapensis L.M.González (1998)
  - Clethra coloradensis C.W.Ham. (1985)
  - Clethra consimilis Sleumer (1967)
  - Clethra conzattiana L.M.González (1998)
  - Clethra crispa Gust. (1992)
  - Clethra cubensis A.Rich. (1850)
  - Clethra cuneata Rusby (1907)
  - Clethra delavayi Franch. (1895)
  - Clethra elongata Rusby (1907)
  - Clethra fabri Hance (1883)
  - Clethra fagifolia Kunth (1819)
  - Clethra fargesii Franch. (1895)
  - Clethra ferruginea (Ruiz & Pav.) Link ex Spreng. (1825)
  - Clethra fimbriata Kunth (1819)
  - Clethra formosa E.Alfaro & J.F.Morales (2006)
  - Clethra fragrans L.M.González & R.Delgad. (2005 publ. 2006)
  - Clethra gelida Standl., Publ. Field Mus. Nat. Hist. (1938)
  - Clethra guyanensis Klotzsch ex Meisn. (1863)
  - Clethra hartwegii Britton (1914)
  - Clethra hendersonii Sleumer (1967)
  - Clethra javanica Turcz. (1863)
  - Clethra kaipoensis H.Lév. (1912)
  - Clethra kebarensis Sleumer (1967)
  - Clethra lanata M.Martens & Galeotti (1842)
  - Clethra licanioides Standl. & Steyerm., Publ. Field Mus. Nat. Hist. (1943)
  - Clethra longispicata J.J.Sm. (1922)
  - Clethra luzmariae L.M.González (1998)
  - Clethra mexicana DC. (1839)
  - Clethra michoacana C.W.Ham. (1985)
  - Clethra nicaraguensis C.W.Ham. (1985)
  - Clethra nutantiflora Standl. & L.O.Williams ex A.Molina (1968)
  - Clethra oaxacana C.W.Ham. (1985)
  - Clethra obovata (Ruiz & Pav.) G.Don (1834)
  - Clethra occidentalis (L.) Kuntze (1891)
  - Clethra oleoides L.O.Williams, Fieldiana (1965)
  - Clethra ovalifolia Turcz. (1863)
  - Clethra pachecoana Standl. & Steyerm., Publ. Field Mus. Nat. Hist. (1940)
  - Clethra pachyphylla Merr., Philipp. J. Sci. (1918)
  - Clethra papuana J.J.Sm. (1914)
  - Clethra parallelinervia Gust. (1992)
  - Clethra parvifolia Lundell (1937)
  - Clethra pedicellaris Turcz. (1863)
  - Clethra peruviana Szyszyl. (1894)
  - Clethra petelotii Dop & Troch.-Marq. (1932)
  - Clethra poilanei Gagnep. ex Dop (1928)
  - Clethra pringlei S.Watson (1890)
  - Clethra pulgarensis Elmer (1913)
  - Clethra purpusii L.M.González (2005 publ. 2006)
  - Clethra pyrogena Sleumer (1967)
  - Clethra repanda Turcz. (1863)
  - Clethra retivenia Sleumer (1967)
  - Clethra revoluta (Ruiz & Pav.) Spreng. (1825)
  - Clethra rosei Britton (1914)
  - Clethra rugosa Steyerm. (1963)
  - Clethra scabra Pers. (1805)
  - Clethra skutchii Standl. & Steyerm., Publ. Field Mus. Nat. Hist. (1940)
  - Clethra sleumeriana K.S.Hao (1937)
  - Clethra suaveolens Turcz. (1863)
  - Clethra sumatrana J.J.Sm. (1910)
  - Clethra sumbawaensis Sleumer (1967)
  - Clethra symingtonii Sleumer (1967)
  - Clethra talamancana C.W.Ham. (1985)
  - Clethra tomentella Rolfe ex Dunn (1922)
  - Clethra tutensis C.W.Ham. (1985)
  - Clethra tuxtlensis L.M.González (2005 publ. 2006)
  - Clethra uleana Sleumer (1967)
  - Clethra vicentina Standl. (1923)

Selon NCBI (25 juin 2010) :
- genre Clethra
  - Clethra acuminata
  - Clethra alnifolia
  - Clethra arborea
  - Clethra arfakana
  - Clethra barbinervis
  - Clethra canescens
  - Clethra castaneifolia
  - Clethra cubensis
  - Clethra delavayi
  - Clethra faberi
  - Clethra ferruginea
  - Clethra fimbriata
  - Clethra hartwegii
  - Clethra mexicana
  - Clethra ovalifolia
  - Clethra pachyphylla
  - Clethra peruviana
  - Clethra revoluta
  - Clethra scabra
  - Clethra tomentosa
  - Clethra vicentina
- genre Purdiaea
  - Purdiaea nutans
  - Purdiaea stenopetala